# Жугурени (Дамбовица)
Жугурени (рум. Jugureni) насеље је у Румунији у округу Дамбовица у општини Улиешти. Oпштина се налази на надморској висини од 163 m.

## Становништво
Према подацима из 2002. године у насељу је живело 650 становника, од којих су сви румунске националности.